# Salvaterra de Magos
Salvaterra de Magos – miejscowość w Portugalii, leżąca w dystrykcie Santarém, w regionie Alentejo, w podregionie Lezíria do Tejo. Miejscowość jest siedzibą gminy o tej samej nazwie.

## Demografia
| Liczba ludności gminy Salvaterra de Magos (1801–2011) | Liczba ludności gminy Salvaterra de Magos (1801–2011) | Liczba ludności gminy Salvaterra de Magos (1801–2011) | Liczba ludności gminy Salvaterra de Magos (1801–2011) | Liczba ludności gminy Salvaterra de Magos (1801–2011) | Liczba ludności gminy Salvaterra de Magos (1801–2011) | Liczba ludności gminy Salvaterra de Magos (1801–2011) | Liczba ludności gminy Salvaterra de Magos (1801–2011) | Liczba ludności gminy Salvaterra de Magos (1801–2011) | Liczba ludności gminy Salvaterra de Magos (1801–2011) |
| ----------------------------------------------------- | ----------------------------------------------------- | ----------------------------------------------------- | ----------------------------------------------------- | ----------------------------------------------------- | ----------------------------------------------------- | ----------------------------------------------------- | ----------------------------------------------------- | ----------------------------------------------------- | ----------------------------------------------------- |
| 1801                                                  | 1849                                                  | 1900                                                  | 1930                                                  | 1960                                                  | 1981                                                  | 1991                                                  | 2001                                                  | 2004                                                  | 2011                                                  |
| 1 875                                                 | 3 436                                                 | 7 047                                                 | 11 498                                                | 16 966                                                | 18 962                                                | 18 979                                                | 20 161                                                | 20 908                                                | 22 159                                                |

## Sołectwa
Sołectwa gminy Salvaterra de Magos (ludność wg stanu na 2011 r.)
- Foros de Salvaterra - 4920 osób
- Glória do Ribatejo - 3224 osoby
- Granho - 883 osoby
- Marinhais - 6336 osób
- Muge - 1270 osób
- Salvaterra de Magos - 5526 osób